# Ndèye Coumba Mbengue Diakhaté
Ndèye Coumba Mbengue Diakhaté (também conhecida como Comba, 1924-2001) foi uma educadora e poetisa senegalesa, ativa na promoção da educação de mães e crianças. Sua poesia foi publicada em Filles du soleil (Filhas do Sol, 1980).

## Biografia
Nascida em 1924, em Rufisque, Mbengue Diakhaté foi uma das primeiras professoras de pós-graduação do Escola Normal de Rufisque. Ela foi um membro ativo da Association pour l'Action sociale des femmes (Associação de Acção Social das Mulheres), em Rufisque. Sua poesia transmitiu seus pontos de vista sobre como as mulheres são colocadas na sociedade, por exemplo, quando um homem diz à sua mãe ou irmã "Jiguen rek nga!" (Afinal, você é apenas uma mulher). O conflito com a população branca veio através de "Ils étaient Blancs, j'étais Noire..." (Eram brancos, eu era negra). Ela não só transmitiu seus pensamentos mais íntimos através de sua poesia, mas reproduziu as formas e os ritmos da tradição oral sererê em seu versos em francês.
Mbengue Diakhaté morreu em 25 de setembro de 2001, em Rufisque.